# Província do Espírito Santo
A Província do Espírito Santo foi uma província do Reino Unido de Portugal, Brasil e Algarves, e posteriormente do Império do Brasil, tendo sido criada em 28 de fevereiro de 1821 a partir da Capitania do Espírito Santo.